# Stazione di Fukuoka
La stazione di Fukuoka (福岡駅?, Fukuoka-eki) è una fermata ferroviaria della città di Takaoka, nella prefettura di Toyama in Giappone. La stazione è gestita dalla JR West e serve la linea principale Hokuriku.

## Linee
JR West
■ Linea principale Hokuriku

## Struttura
La fermata è costituita da un marciapiede laterale e uno a isola con tre binari passanti. Le banchine sono collegate al fabbricato viaggiatori da un sovrappassaggio, e sono presenti servizi igienici, un chiosco vendita, biglietteria automatica e presenziata.
| 1 | ■ Linea principale Hokuriku | per Toyama e Naoetsu |
| 2 | binario di servizio         | binario di servizio  |
| 3 | ■ Linea principale Hokuriku | per Kanazawa e Fukui |

## Stazioni adiacenti
| 《                        | Servizio                      | 》                        |
| Linea principale Hokuriku | Linea principale Hokuriku     | Linea principale Hokuriku |
| ------------------------- | ----------------------------- | ------------------------- |
| Isurugi                   | Locale                        | Nishi-Takaoka             |
| Isurugi ←                 | Rapido Holiday Liner Kanazawa | ← Takaoka                 |